# Мохаве (река)

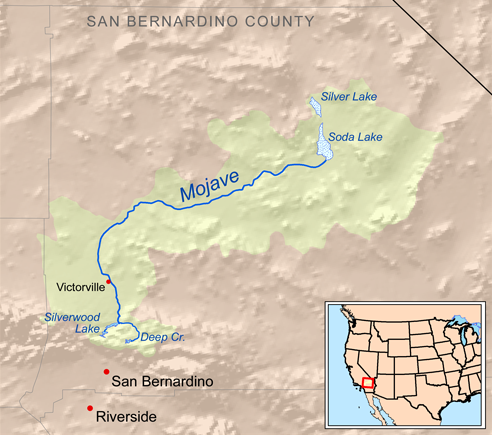
Схема бассейна реки Мохаве

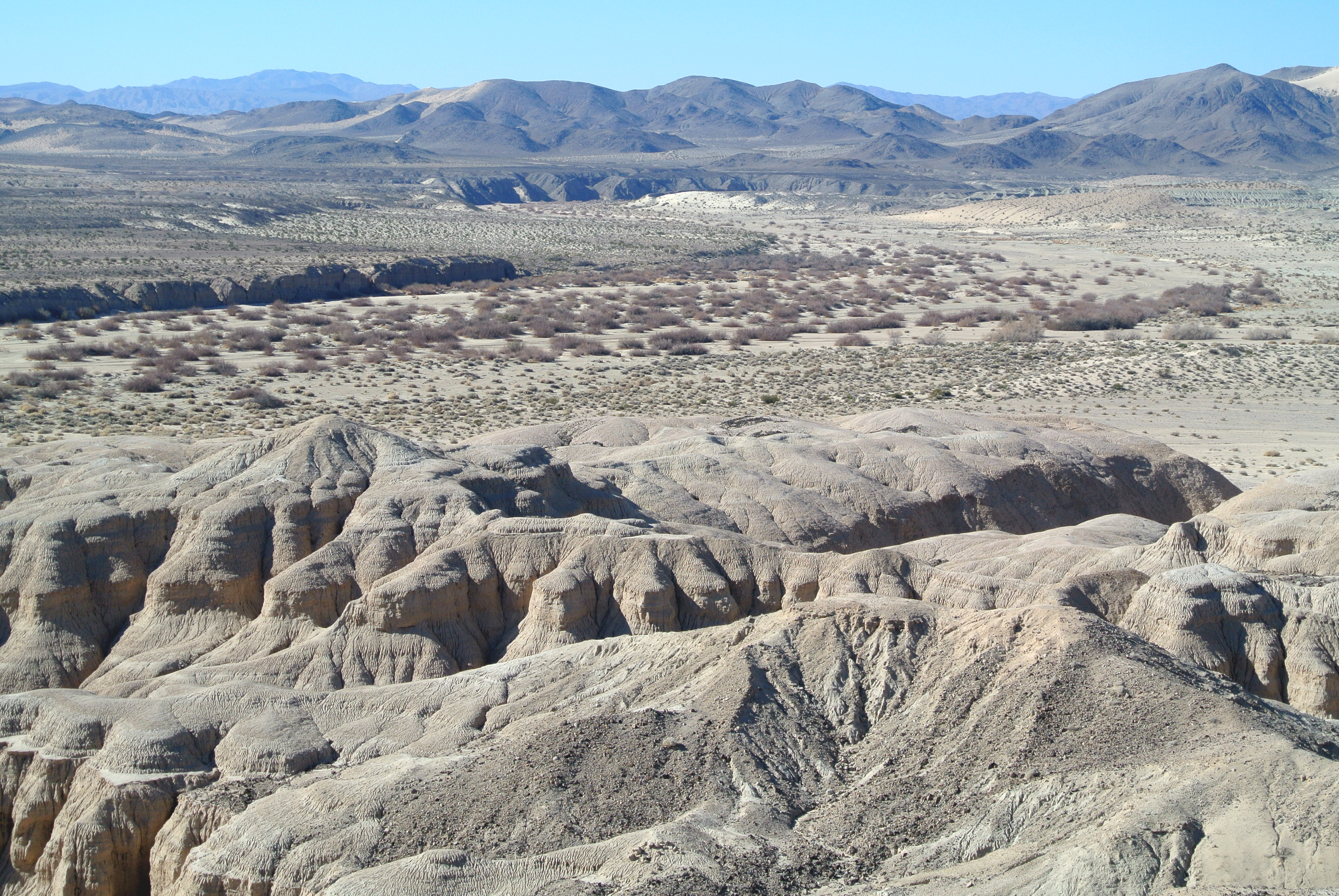
Мохаве прорезает своё русло через осадки древнего озера Маникс

Мохаве (англ. Mojave River) — река в округе Сан-Бернардино, штат Калифорния, США. Берёт начало на восточном склоне горного хребта Сан-Бернардино и течёт на северо-восток по пустыне Мохаве. Имеет постоянное течение только в верховьях и в нескольких ущельях в низовьях реки. На остальных участках большую часть года представляет собой подземный поток при сухом устье на поверхности. Длина реки составляет около 177 км; площадь водосборного бассейна — 11 862 км².
Река имеет внутреннюю дельту на западной оконечности национального заповедника Мохаве. Во время сильного потока воды Мохаве достигают пересохшего озера Сода вблизи города Бейкер; ранее воды реки достигали также озера Сильвер, расположенного немногим севернее. Во время необычно дождливой зимы 2004-05 годов Мохаве достигла как озера Сода, так и Сильвер, наполнив оба озера водой на несколько футов.